# Gabriel-Marie Garrone

Gabriel-Marie Garrone (Aix-les-Bains, 12 oktober 1901 – Rome, 15 januari 1994) was een Frans geestelijke en kardinaal van de Katholieke Kerk.
Garrone studeerde na het seminarie aan de Pauselijke Gregoriaanse Universiteit in Rome en aan het Pauselijk Frans Seminarie aldaar. Hij werd op 11 april 1925 priester gewijd.  Hij doceerde hierna op het aartsbisschoppelijk seminarie in Chambéry, waar hij ook pastoraal werk deed. Hij werd voor de Tweede Wereldoorlog gemobiliseerd en nam als officier deel aan de gevechten na de Duitse inval. Hij werd in 1940 krijgsgevangene gemaakt en bleef dat tot het einde van de oorlog. Na de oorlog werd hij rector van het seminarie in Chambéry.
In 1947 benoemde paus Pius XII hem tot titulair aartsbisschop van Lemno en tot aartsbisschop-coadjutor van Toulouse. In 1956 werd hij daar de aartsbisschop. Aartsbisschop Garrone nam deel aan het Tweede Vaticaans Concilie. Hij werd in 1966 door paus Paulus VI benoemd tot pro-prefect van de Congregatie voor de Seminaries en Katholieke Universiteiten.
Tijdens het consistorie van 26 juni 1967 creëerde Paulus VI hem kardinaal. Hij kreeg de Santa Sabina als titelkerk. In 1968 werd hij prefect van de Onderwijscongregatie en grootkanselier van de Pauselijke Gregoriaanse Universiteit. Hij nam deel aan zowel het eerste conclaaf als het tweede conclaaf van 1978, welke leidden tot de verkiezing van respectievelijk paus Johannes Paulus I en Johannes Paulus II. Garrone vroeg en kreeg op 15 januari 1980 ontslag uit zijn functie. Hij nam - als prefect-emeritus - vervolgens nog wel deel aan de Bijzondere Synode van de Nederlandse Bisschoppen. In 1982 benoemde de paus hem tot eerste voorzitter van de nieuwe Pauselijke Raad voor de Cultuur. Hij zou dat tot 1988 blijven.
De kardinaal overleed in 1994 en werd - tijdelijk - begraven op Campo Verano, in afwachting van de gereedkoming van zijn graf in de San Luigi dei Francesi.

## Bron
- Bijdrage over Garrone, met foto, op The Cardinals of the Holy Roman Church

- Bibliothèque nationale de France: cb11904218f (data)
- Catàleg d'autoritats de noms i títols de Catalunya: 981058515430106706
- Gemeinsame Normdatei: 10792059X
- International Standard Name Identifier: 0000 0001 0801 0017
- Library of Congress Control Number: n50016982
- Nationale Bibliotheek van Tsjechië: uk2005277006
- Nederlandse Thesaurus van Auteursnamen: 069071780
- Système universitaire de documentation: 026882841
- Virtual International Authority File: 64006134
- WorldCat: E39PBJy8vxG9VmTpRXXKwV6xjC